# Betaeus truncatus
Betaeus truncatus is een garnalensoort uit de familie van de Alpheidae. De wetenschappelijke naam van de soort werd voor het eerst geldig gepubliceerd in 1852 door Dana.